# Jaroszlav Ihorovics Pusztovij
Jaroszlav Ihorovics Pusztovij (ukránul: Ярослав Iгорович Пустовий; Kosztroma, 1970. december 29. –) ukrán mérnök, kiképzett űrhajós.

## Életpálya
1993-ban a szentpétervári Mozsajszkij Űrhajózási Akadémián szerzett villamosmérnöki (rádióelektronika) oklevelet. 1996-ban a Harkivi Állami Egyetemen szerzett doktori fokozatot. Folyékonyan beszél ukránul, oroszul és angolul.
Több jelölt közül 1996 decemberében az Ukrán Állami Űrügynökség (НКАУ) választotta ki űrhajósnak. 1997 januárjától a Lyndon B. Johnson Űrközpontban részesült űrhajóskiképzésben. Kiképzett űrhajósként tagja volt az STS–87 támogató (tanácsadó, problémamegoldó) csapatának. Űrhajós pályafutását 2005-ben fejezte be.

## Írásai
Több mint hét cikke jelent meg elektronikai és rádióelektronikai témakörben.

## Tartalék személyzet
- STS–87, a Columbia űrrepülőgép 24. repülésének kutatásfelelőse.